# Due gemelle quasi famose
Due gemelle quasi famose (The Challenge) è un film del 2003 interpretato da Mary-Kate e Ashley Olsen. È la loro produzione direct-to-video finale.

## Trama
Le sorelle gemelle, Shane (Mary-Kate Olsen) ed Elizabeth Dalton (Ashley Olsen), vivono separate l'una dall'altra alle estremità opposte del paese dopo che i loro genitori hanno divorziato anni prima. Shane, che vive con la loro mamma a Los Angeles, è una vegetariana rilassata, abbraccia gli alberi, molto appassionata della natura e delle credenze spirituali, mentre la sua estranea sorella Lizzie, che vive con il padre a Washington DC, è un'equilibrata studentessa da A con una personalità dominante. Tuttavia, senza che l'altra lo sappia, entrambe entrano a far parte di un quiz televisivo, girato in Messico chiamato The Challenge, come concorrente, che mette alla prova la forza e le capacità di sopravvivenza dei partecipanti in vari compiti mentre lavorano come parte di una squadra per vincere borse di studio universitarie. 

## Cast
- Ashley Olsen .... Lizzie
- Mary-Kate Olsen .... Shane
- Brian Skala .... Marcus
- Lukas Behnken .... Adam
- Sera Bastian .... Kelly
- Joe Michael Burke .... Max
- Zakk More .... Justin
- Theo Rossi .... Anthony
- Diana Carreno .... J.J.
- Eric "Ty" Hodges .... Charles
- Jeannette Weegar .... Sasha
- Pablo Recasens .... Big Joe
- Billy Aaron Brown, Ben Easter,
Brocker Way, Talon Ellithorpe .... se stessi
- Sterling Rice .... assistente
- Cheryl Connell .... segretaria
- Kerri Morton, Kimberly Choma .... impiegati
- Ella Lieberman .... mama di Anthony
- Taylor Lutner.... amico di Sasha

## Errori
- Quando le ragazze con Adam e Marcus vengono inseguite da Max, si vede l'uomo mentre cerca di riprendere dietro al guidatore mentre nella scena successiva si vede Max alla guida.
- Nella foto che scatta Kelly, Shane è a sinistra e Adam a destra. Nella scena dove Kelly scatta la foto, Shane è a destra e Adam a sinistra.
- Verso la fine del film, quando le due squadre stanno affrontando l'ultima prova, i ragazzi devono entrare in piscina per attraversarla e poi correre verso l'oceano. Pochi minuti dopo, quando si vedono le squadre correre verso la spiaggia verso la moto d'acqua, tutti i ragazzi hanno i vestiti asciutti. È impossibile che i vestiti si siano asciugati in così pochi minuti.

## Curiosità
- Prima dei credits finali entrano improvvisamente in scena tutti i ragazzi di cui le gemelle si sono innamorate (nei film) e una serie di flashback che riguardano i precedenti film di Ashley e Mary-Kate. I flashback sono estrapolati dai seguenti film (in ordine di apparizione): Due gemelle in Australia ("Our Lips Are Sealed"), Due gemelle a Roma ("When in Rome"), Due gemelle per un papà ("Billboard Dad"), Due gemelle on the road ("Getting There"), Due gemelle a Parigi ("Passport to Paris"), Due gemelle a Londra ("Winning London") e Holiday in the Sun.